# Hans Ooft
Hans Ooft, född 27 juni 1947, är en nederländsk tidigare fotbollsspelare och tränare.
Hans Ooft var tränare för det japanska landslaget 1992-1993.